# Chulabhorn-Forschungsinstitut
Das Chulabhorn-Forschungsinstitut (thailändisch สถาบันวิจัยจุฬาภรณ์, Chulabhorn Research Institute) ist ein Forschungsinstitut in Lak Si, Bangkok (Thailand), das sich insbesondere der biomedizinischen und chemischen Forschung widmet.

## Geschichte
Das Institut wurde 1987 auf Initiative von Prinzessin Chulabhorn Walailak errichtet, der Tochter von König Bhumibol Adulyadej, die studierte Chemikerin ist.
2007 wurden das Chulabhorn Krebszentrum (Chulabhorn Cancer Center) sowie 2005 das Chulabhorn Graduiertenkolleg als zusätzliche Einrichtungen eröffnet.

## Aufgaben und Ziele
Das eigentliche Ziel des Chulabhorn-Forschungsinstituts ist die Anwendung von wissenschaftlichen Methoden und Erkenntnissen zur Verbesserung der Lebensqualität der Menschen in Thailand.
Dazu bringt das Institut Wissenschaftler aus verschiedenen Fachrichtungen zusammen und knüpft Kontakte mit in- und ausländischen Organisationen und Institutionen zum Austausch von Erkenntnissen und zur Generierung von Forschungsgeldern. Das Institut pflegt sowohl die Grundlagenwissenschaften als auch anwendungsorientierte Forschung.

## Forschung

### Forschungsgebiete
Die derzeitigen Forschungsschwerpunkte liegen auf folgenden Gebieten
- Erforschung von Naturprodukte, der medizinischen Chemie und der organischen Synthese
- biomedizinische Forschung
- Umweltgifte
- Biotechnologie

### Organisation
Das Institut verfügt über neun Laboratorien:
- Biochemie
- Biotechnologie
- Medizinische Chemie
- chemische Karzinogenese
- Umwelt-Toxikologie
- Immunologie
- Naturstoffe
- organische Synthese
- Pharmakologie